# Rubén Pellejero

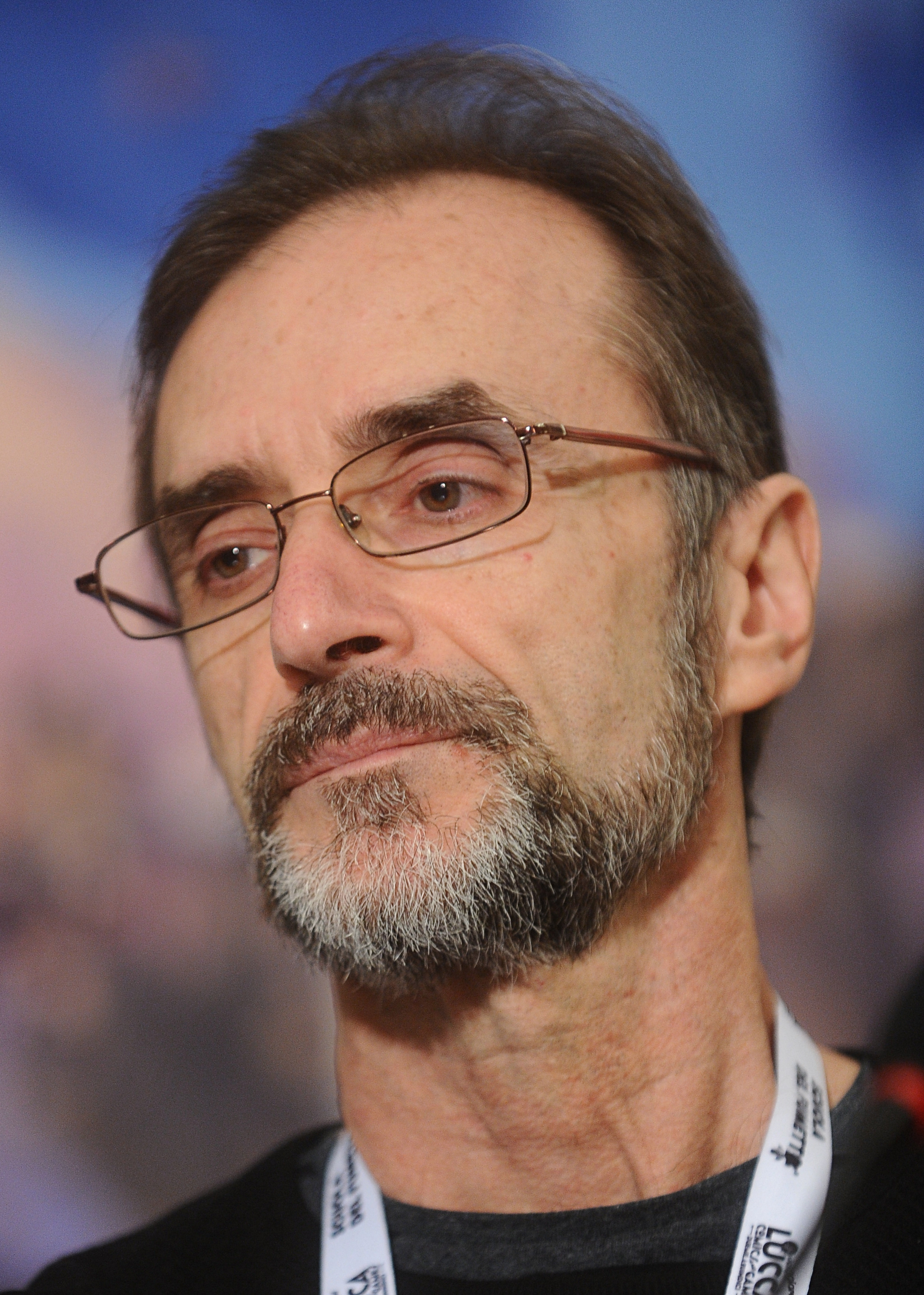
Rubén Pellejero (2015)

Rubén Pellejero (Badalona, 20 december 1952) is een Spaanse striptekenaar. Hij groeide op in het Spanje van Franco met als lectuur de populaire Spaanse strips van zijn tijd als Tio Vivo, Pulgarcito en DDT. Hij ging naar een school voor toegepaste kunsten en ging aan de slag in een atelier waar hij illustraties tekende. Wat betreft strips is hij autodidact. Enkel voor zijn eerste strip schreef hij zelf het scenario. Nadien werkte hij steeds met scenaristen. 

## Werk
Rubén Pellejero tekende de reeks Dieter Lumpen. Maar hij verkiest de afwisseling van oneshots of korte afgeronde reeksen. Met de Argentijnse scenarist Zentner maakte hij Le silence de Malka (Casterman, 1995), dat bekroond werd in Angoulême in 1997. In dit verhaal worden historische gegevens en mythologie vermengd. Het is het verhaal van de joodse immigranten die de Russische pogroms verlieten voor een hard boerenbestaan in Noord-Argentinië op het einde van de 19e eeuw. Het meisje Malka wordt gevolgd van Bessarabië naar de Argentijnse velden en Buenos Aires. Vanaf deze strip werkte Rubén Pellejero met een kenmerkende dikke inktlijn en blokken van schaduw en licht.
Met scenarist Zentner maakte Rubén Pellejero ook de korte reeks Âromm. Hij werkte ook regelmatig met scenarist Denis Lapière: De goelagwals, Een vrijmoedige zomer, Blauwe rook. Met scenarist Jean Dufaux maakte hij de westernstrip Regenwolf en met scenarist Juan Díaz Canales hernam Rubén Pellejero de held van Hugo Pratt, Corto Maltese. 
- Biblioteca Nacional de España: XX1096969
- Bibliothèque nationale de France: cb120771465 (data)
- Gemeinsame Normdatei: 13055815X
- International Standard Name Identifier: 0000 0000 7823 3059
- Library of Congress Control Number: nr2004026377
- Nationale Bibliotheek van Israël: 987007409883505171
- Nationale en Universitaire bibliotheek Zagreb: 000672042
- Nederlandse Thesaurus van Auteursnamen: 073714518
- Réseau des bibliothèques de Suisse occidentale: 02-A003679705
- Istituto Centrale per il Catalogo Unico: REAV087479
- Système universitaire de documentation: 029068703
- Virtual International Authority File: 98111864
- WorldCat: E39PBJfx4cMdrbVY3bxkG9d84q